# First Mail

Historisches Logo

First Mail mit Sitz in Düsseldorf war ein 2000 gegründetes privates Postdienstunternehmen, das 2003 von der der Deutschen Post erworben wurde.  Der Geschäftsbetrieb von First Mail wurde Ende 2011 eingestellt.

## Hintergrund
Das Unternehmen First Mail Düsseldorf GmbH wurde 2002 von Ralf-Peter Kals und Klaus Melcher  in Düsseldorf gegründet. Die von Klaus Melcher im Jahr 2000 gegründete First Mail GmbH ging zuvor in die Insolvenz und wurde in DUFIMA GmbH umbenannt und der Geschäftssitz nach Neuss verlegt. First Mail Düsseldorf GmbH bot einen flächendeckenden Briefdienst für Düsseldorf an. First Mail expandierte in den Folgejahren mit der sog. Förmlichen Zustellung auch nach Köln und initiierte die Gründung eines ersten, überregionalen Briefdienstnetzes, an dem sich viele regionale Briefdienstleister sowie das WAZ-Tochterunternehmen WPS (später PIN West Mail) und die TNT Post operativ beteiligten.
Die alleinigen Inhaber Kals und Melcher verkauften First Mail Düsseldorf GmbH im Jahr 2003 an den früheren Monopolisten. Bis zuletzt befand sich das Unternehmen als hundertprozentige Tochter im Besitz der Deutschen Post AG. Das Unternehmen verlagerte zwischenzeitlich seinen Sitz von Pempelfort in den Stadtteil Lierenfeld.
Der ehemalige Staatskonzern baute seine „Billigtochter“ als Konkurrenz zu den zahlreichen privaten Postdienst-Unternehmen auf, die mit der Lockerung des Briefmonopols in Deutschland entstanden waren, indem es nur die dort üblichen, niedrigeren statt der konzerneigenen Löhne zahlen musste. Nachdem das im weitgehend gleichen Gebiet zustellende Konkurrenzunternehmen PIN West Mail Anfang 2008 nach einer Insolvenz seinen Dienst eingestellt hatte, zog die größere TNT wegen einer aus seiner Sicht kartellrechtswidrigen Übernahme des hauseigenen Zustelldienstes des WAZ-Konzerns – bisher erfolgreich – vor Gericht und vor das Kartellamt.
Der Expansionskurs der Deutschen Post mit seiner Tochter First Mail blieb jedoch nicht auf das Ruhrgebiet beschränkt. Das Zustellgebiet umfasste zuletzt mit den PLZ-Regionen 40 (Düsseldorf), 44–47 (Dortmund, Essen, Oberhausen, Duisburg) und 58–59 (Hagen, Hamm) mehrere Großstädte im Rheinland und in Westfalen. Der Geschäftsbetrieb von First Mail wurde zum Jahresende 2011 eingestellt.